# Hymne de l'Andalousie

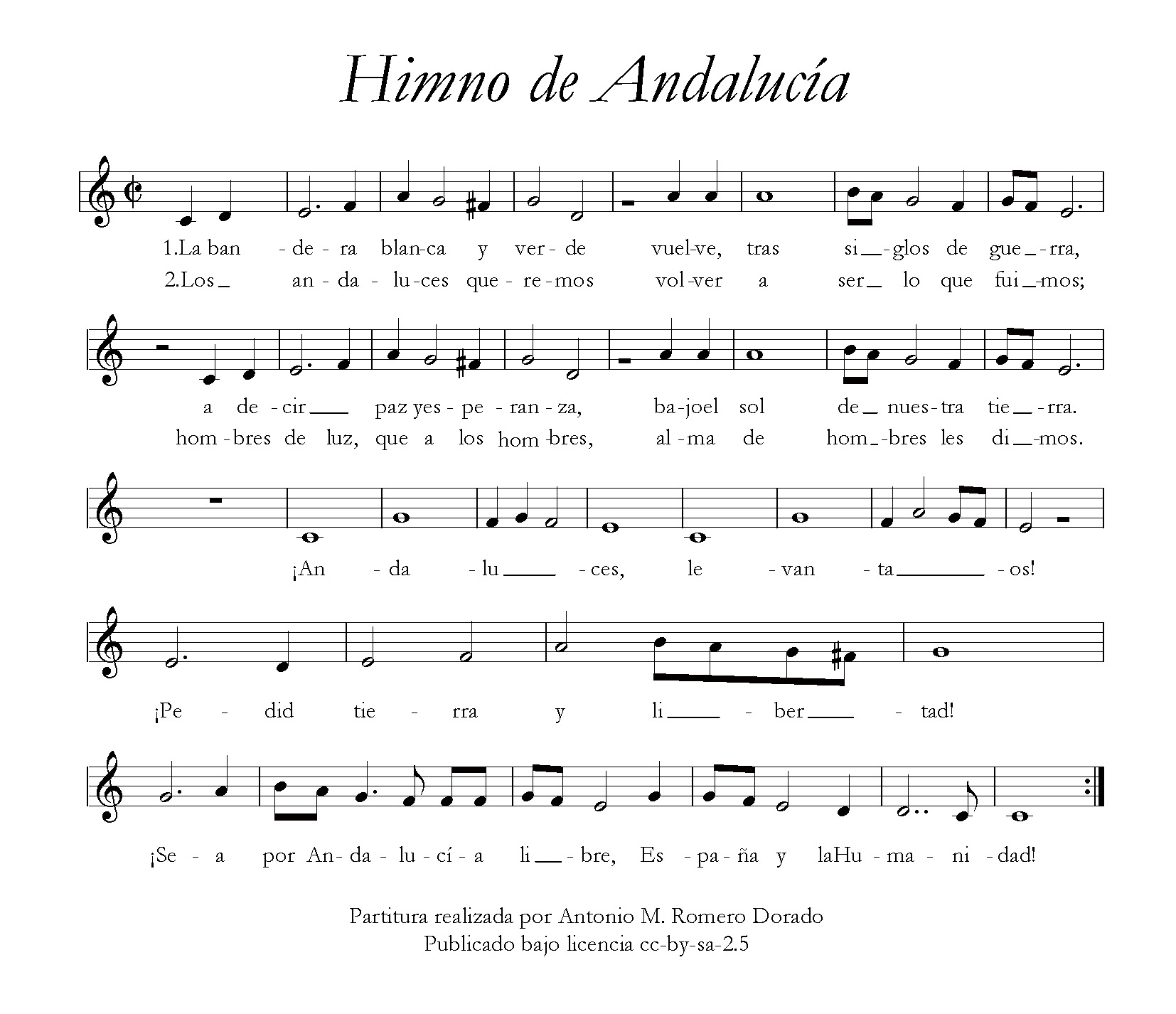
Partition de l'hymne de l'Andalousie.

L'hymne de l'Andalousie est, avec le drapeau et le blason, un des trois symboles officiels de la communauté autonome d'Andalousie, en Espagne. Composé par Blas Infante en 1918, l'hymne, qui ne porte aucun titre, a été officialisé dans le Statut d'autonomie.

## Histoire
Au moment de la naissance du régionalisme andalou, qui culmine à l'Assemblée de Ronda en 1918, Blas Infante définit les symboles propres de l'identité andalouse. L'hymne est un de ces symboles, et ses paroles sont rédigées par Blas Infante lui-même.
Le père de la patrie andalouse se met en contact avec José del Castillo Díaz, chef de l'orchestre municipal de Séville et plus connu sous le nom de Maestro Castillo. Ce dernier compose une musique d'accompagnement inspirée d'un chant religieux populaire entonnée par les paysans de certaines comarques andalouses lors de la moisson, le Santo Dios.
L'hymne est présenté par l'orchestre lors d'un concert organisé sur la Alameda de Hércules à Séville le 10 juillet 1936, huit jours avant le début de la Guerre civile. Il disparaît sous le régime franquiste, et seule une partition pour piano est conservée. À la mort de Franco commence en Espagne un processus autonomique, auquel l'Andalousie prend naturellement part. L'idée de récupérer l'hymne est soumise, et la composition est présentée au théâtre Lope de Vega de Séville le 18 octobre 1979. Cet hymne ne constitue pas la seule tentative de doter l'Andalousie d'un chant régional. Au début du XXe siècle, le compositeur Eduardo López Juarranz compose un paso doble, La Giralda, considéré comme l'hymne andalou par le cercle régionaliste de l'Athénée de Séville. Plus tard, en 1930, Andrés María del Carpio met en musique un texte de Conrado Goettig. La pièce est présentée à la Casa central de Andalucía de Madrid, sans suite.
Le statut d'autonomie de 1981 précise que l'Andalousie se dotera de symboles propres, dont un hymne. Cette disposition est confirmée par l'article 5 de la Loi 3/1982 sur l'hymne et le blason de l'Andalousie, qui officialise l'hymne de Blas Infante et José del Castillo Díaz, et en impose l'interprétation lors de toutes les cérémonies officielles organisées par les autorités autonomiques, provinciales et municipales de la communauté. En 2007, le statut réformé reprend les symboles andalous dans son article 3. Depuis les années 1980, l'hymne a connu de nombreuses adaptations, notamment par Manuel Castillo.

## Paroles
L'hymne se distingue par sa tonalité à la fois engagée et optimiste. S'ouvrant par une vision de renaissance après une période d'obscurité, les paroles transmettent un message de foi en l'avenir autour de valeurs de paix et d'espérance, tout en affirmant l'identité des Andalous par les références au drapeau, à la terre et au peuple andalous.
Le refrain est un appel à la mobilisation du peuple pour prendre en charge son destin et se libérer d'un carcan opprimant, tel que l'atteste la présence de termes Levez-vous, liberté et Andalousie libre. La volonté de changement et de transformation de la société est palpable (demandez la terre et la liberté), et clairement liée au contexte de la rédaction, alors que la campagne andalouse était encore marquée par l'institution du latifundium.
Les valeurs de solidarité et de fraternité se manifestent dans le deuxième couplet, qui évoque l'apport des Andalous aux hommes, et surtout dans le refrain, qui reprend la devise régionale, et appelle les Andalous à s'unir dans un effort commun pour leur terre et l'Humanité tout entière.
| Texte original | Traduction |
| --- | --- |
| La bandera blanca y verde vuelve, tras siglos de guerra, a decir paz y esperanza, bajo el sol de nuestra tierra. ¡Andaluces, levantaos! ¡Pedid tierra y libertad! ¡Sea por Andalucía libre, España y la humanidad! Los andaluces queremos volver a ser lo que fuimos hombres de luz, que a los hombres, alma de hombres les dimos. ¡Andaluces, levantaos! ¡Pedid tierra y libertad! ¡Sea por Andalucía libre, España y la humanidad! | Le drapeau blanc et vert revient, après des siècles de guerre, exprimer la paix et l'espérance, sous le soleil de notre terre. Andalous, levez-vous ! Demandez la terre et la liberté ! Pour l'Andalousie libre, l'Espagne et l'humanité ! Nous, les Andalous, voulons redevenir ce que nous avons été, des hommes éclairés qui, aux hommes, avons donné une âme d'hommes. Andalous, levez-vous ! Demandez la terre et la liberté ! Pour l'Andalousie libre, l'Espagne et l'humanité ! |